# Нето (икономика)
Нетната стойност (нетo) е получената сума след отчитане на сбора или разликата на две или повече променливи.
В икономиката се използва, за да се обозначи оставащата стойност след отчитане на специфично, общоприето приспадане. Терминът „бруто“ се отнася до стойността преди приспадането. Например нетният доход е общият доход на компанията след приспадане на разходите ѝ, известен като печалба, или общият доход на физическо лице след приспадане на данъка върху доходите му.